# The Wave Pictures

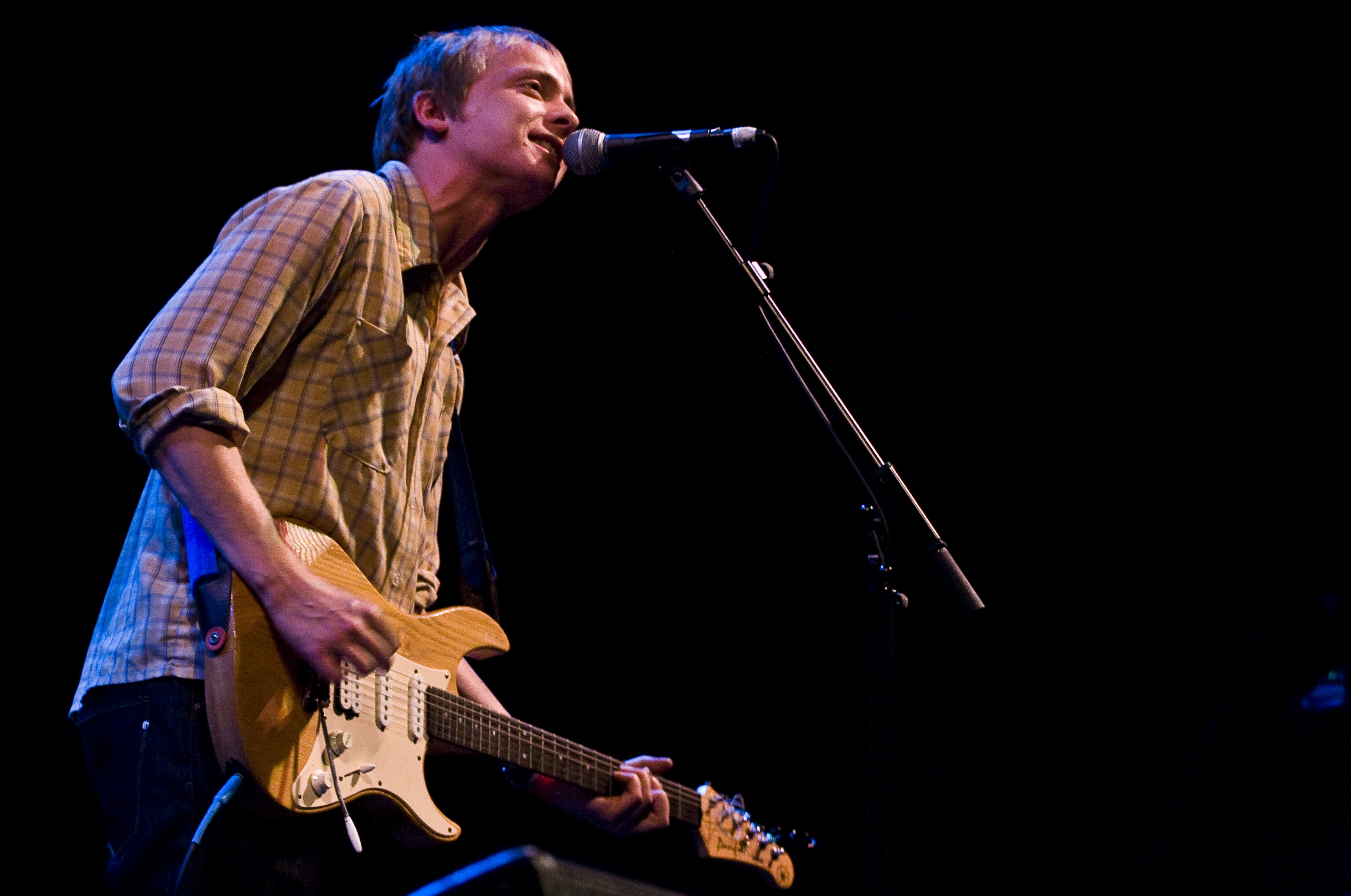
Wave Pictures im Jahr 2008

The Wave Pictures sind eine englische Folk-Rockband, die seit 1998 besteht.

## Bandgeschichte
1998 gründeten David Tattersall (Gitarre, Gesang) und Franic Rozycki (Bass) mit dem Schlagzeuger Hugh Noble in Wymeswold, Leicestershire, die Band „Blind Summit“. Nachdem Noble die Gruppe verlassen hatte, wurde Johnny Helm schließlich der neue Schlagzeuger, und die Band nannte sich jetzt „The Wave Pictures“.
Bis 2006 nahmen sie sechs Alben in eigener Regie auf, die sie selbst kopierten und vertrieben. Sie arbeiteten mit Musikern und Bands wie Herman Düne, Jeffrey Lewis und The Mountain Goats zusammen. Dabei traten sie auch in Frankreich und in New York auf.
2006, nachdem alle Bandmitglieder ihre Studienzeit hinter sich hatten, zogen die Wave Pictures nach London und brachten mit Sophie ihr erstes Album bei einem Plattenlabel heraus.

## Diskografie

### Alben
- 2003: Just Watch Your Friends Don’t Get You (Eigenveröffentlichung)
- 2003: More Street, Less TV (Eigenveröffentlichung)
- 2004: The Airplanes at Brescia (Eigenveröffentlichung)
- 2005: The Hawaiian Open Mic Night (Eigenveröffentlichung)
- 2006: Catching Light: The Songs of André Herman Düne (Eigenveröffentlichung)
- 2013: Songs of Jason Molina (Eigenveröffentlichung)
- 2006: Sophie (Smoking Gun Records)
- 2008: Instant Coffee Baby (Little Teddy Recordings)
- 2009: If You Leave It Alone (Moshi Moshi Records)
- 2009: Play Some Pool (Bruce Springsteen tribute) (Where It’s at Is Where You Are)
- 2010: Susan Rode the Cyclone (Little Teddy Recordings)
- 2011: Beer in the Breakers (Moshi Moshi Records)
- 2012: Long Black Cars (Moshi Moshi Records)
- 2013: City Forgiveness (Moshi Moshi Records)
- 2014: Gin als Stanley Brinks & the Wave Pictures (Fika Recordings)
- 2015: Great Big Flamingo Burning Moon (Moshi Moshi Records)
- 2015: My Ass als Stanley Brinks & the Wave Pictures (Fika Recordings)
- 2018: Brushes with Happiness (Moshi Moshi Records)
- 2022: When the Purple Emperor Spreads His Wings (Moshi Moshi Records)

### Singles und EPs
- 2007: We Dress Up Like Snowmen/Now You Are Pregnant
- 2008: I Love You Like a Madman
- 2008: Strange Fruit for David
- 2008: Just Like a Drummer
- 2008: Pigeon EP
- 2009: If You Leave It Alone
- 2009: If I Should Fall Behind (Rückseite: Darren Hayman Girls in Their Summer Clothes, Bruce Springsteen tribute)
- 2009: Watching Charlie’s Angels
- 2009: Strawberry Cables
- 2010: Sweetheart (Rückseite: Coming Soon Wu)
- 2010: Johnny Helm Sings
- 2011: Little Surprise
- 2011: Blue Harbour
- 2011: In Her Kitchen
- 2012: Salt EP

### The Wave Pictures auf Kompilationen
- 2004: Moshi Moshi: The First 10 Years
- 2006: This Town Ain’t Big Enough for the 22 of Us
- 2007: Berlin Songs Vol. 2
- 2008: Cooperative Music Sampler Vol. 6
- 2008: Moshi Moshi Singles Compilation
- 2009: Moshi Moshi Acoustic Compilation
- 2011: I Thought of You Again: Outtakes and Alternative Versions (Beilage des spanischen Magazins Rockdelux)

### Sonstige Aufnahmen der Wave Pictures
- 2003: Streets of Philadelphia (als André Herman Düne & David Tattersall)
- 2007: Madrid (als Darren Hayman & the Wave Pictures)
- 2008: Hayman, Watkins, Trout and Lee (als Hayman, Watkins, Trout & Lee)
- 2008: Dan of Green Gables (als Dan of Green Gables)
- 2008: Jonny „Huddersfield“ Helm (als Jonny „Huddersfield“ Helm)
- 2009: Happy for a While (als David Tattersall)
- 2010: Stanley Brinks and the Wave Pictures (als Stanley Brinks & the Wave Pictures)
- 2011: The Lobster Boat (als David Tattersall & Howard Hughes)
- 2011: How to Draw Sandwiches (als The Last Swimmers – Franic Rozycki & Dave Tattersall)
- 2011: Another One Just Like That (als Stanley Brinks & the Wave Pictures)